# …Baby One More Time
…Baby One More Time (pol. Kochanie jeszcze raz) – pierwszy singel amerykańskiej piosenkarki Britney Spears, wydany 23 października 1998 i pochodzący z jej debiutanckiego albumu pt. …Baby One More Time (1999).
Autorem i producentem piosenki jest Max Martin. Utwór napisał z myślą o girlsbandzie TLC, jednak wokalistki odrzuciły utwór. Na nagranie piosenki nie zdecydowała się również Robyn.
Ze względu na obawy dotyczące podejrzeń o promowanie przemocy (zwrot „hit me” – w mowie potocznej oznaczający „zadzwoń do mnie”, a także nawiązujący do zwrotu „make a hit” [pol. urzec, zrobić sobie wrażenie] – często tłumaczono dosłownie jako „uderz mnie”), z tytułu „Hit Me Baby (One More Time)” usunięto dwa pierwsze słowa.
Utwór i nakręcony do niego teledysk przyczyniły się do większej rozpoznawalności Spears i uczyniły z niej symbol gwiazdy pop późnych lat 90. Singiel sprzedał się w nakładzie 9,1 mln egzemplarzy na świecie.

## Teledysk

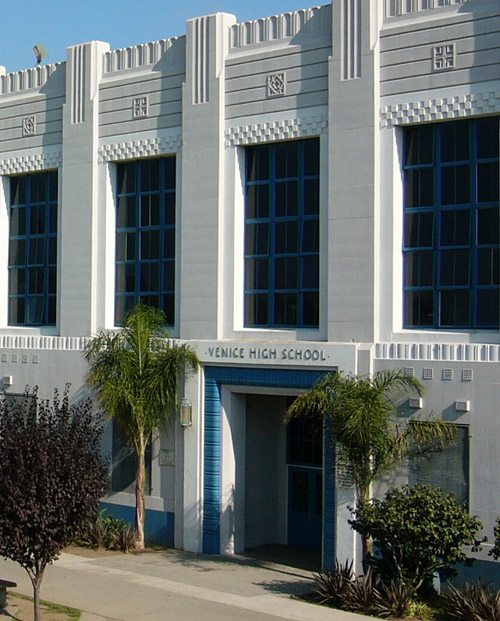
Venice High School

Teledysk wyreżyserował Nigel Dick, który chciał nakręcić kreskówkowy wideoklip, a jego fabułę umieścić w kosmosie, ale nie zgodziła się na to Britney Spears. Piosenkarka zaproponowała przeniesienie akcji wideoklipu do szkoły. Teledysk został kręcony w Venice High School w Kalifornii, gdzie nakręcono film Grease, który był główną inspiracją dla Spears do stworzenia fabuły klipu. Nauczycielkę w teledysku zagrała asystentka Spears, Felicia Culotta. Główną rolę męską – chłopaka, do którego wzdycha bohaterka – miał zagrać Reg Jones, ówczesny partner Spears, ale para pokłóciła się przed rozpoczęciem zdjęć, dlatego w klipie zagrał Chad Spears, kuzyn artystki.
Teledysk trwa 3 minuty i 55 sekund. Prezentuje znudzoną uczennicę na lekcji, która po dzwonku sygnalizującym przerwę zaczyna tańczyć i śpiewać o chłopaku, o którym marzy. Bohaterka przenosi się do sali gimnastycznej, gdzie tańczy i wykonuje akrobacje wraz ze swoimi tancerzami. Jej zachowanie przybiera formę buntu przeciw edukacyjnym rygorom panującym w katolickim liceum. Taniec i śpiew kończy się wraz z dzwonkiem na lekcję.
Teledysk miał premierę pod koniec listopada 1998. Stał się hitem w MTV i innych telewizyjnych kanałach muzycznych, był emitowany w popularnych programach, np. Total Request Live.
Ze względu na kusą stylizację Spears – krótką spódnicę, zakolanówki i czarny stanik pod zawiązaną koszulą odsłaniającą pępek – wideoklip wywołał liczne kontrowersje, głównie wśród chrześcijańskich i prawicowych organizacji, które uznały kreację piosenkarki za zbyt wulgarną. Oburzeni widzowie nawoływali do bojkotu debiutanckiego albumu artystki i jej trasy koncertowej. Spears tłumaczyła swoją kusę stylizację, twierdząc, że kostium z teledysku dawał jej swobodę ruchu, a w sztywnym mundurku szkolnym nie mogłaby dynamicznie tańczyć, zaś stanik ma charakter sportowy.

## Nagrody
Teledysk stał się wielkim hitem i przyczynił się do nominowania Britney do trzech nagród MTV Video Music Award w kategorii Najlepszy Teledysk Pop, Najlepszy Teledysk Nowego Artysty i najważniejszej, Najlepszy Teledysk Kobiety. Teledysk nie dostał jednak żadnej nagrody.
Piosenka była nominowana do Grammy dla najlepszej pop piosenkarki.
| Rok  | Ceremonia                      | Nagroda                           | Rezultat  |
| ---- | ------------------------------ | --------------------------------- | --------- |
| 1999 | Teen Choice Awards             | Choice Single                     | wygrana   |
| 1999 | MTV Video Music Awards         | Best Female Video                 | nominacja |
| 1999 | MTV Video Music Awards         | Best Pop Video                    | nominacja |
| 1999 | MTV Video Music Awards         | Best New Artist                   | nominacja |
| 1999 | M6/Mellier Premier Clip Awards | Best Music Video                  | wygrana   |
| 1999 | MTV Europe Music Awards        | Best Song                         | wygrana   |
| 2000 | Grammy Awards                  | Best Female Pop Vocal Performance | nominacja |

## Listy przebojów
„…Baby One More Time” zrobił z Britney wielką gwiazdę w Stanach Zjednoczonych i na świecie. Piosenka debiutowała na pierwszym miejscu „Billboard” Hot 100 i pozostała na nim przez dwa tygodnie i był pierwszym singlem gwiazdy na pierwszym miejscu. Piosenka spędziła cztery tygodnie na pierwszym miejscu na liście Hot 100 Singles Sales. Piosenka spędziła 32 tygodnie na liście Hot 100.
Piosenka zadebiutowała na pierwszym miejscu w Wielkiej Brytanii i sprzedał się w pierwszym tygodniu w liczbie 464 000 egzemplarzy. Poziom sprzedaży doszedł do 1,45 miliona, był to najlepiej sprzedający się singlem w 1999 w Wielkiej Brytanii i do 2002 roku najlepiej sprzedający się singel debiutancki w historii Wielkiej Brytanii. W USA singel zanotował sprzedaż na poziomie 8 580 000 sztuk.
| Lista Przebojów                          | Pozycja |
| ---------------------------------------- | ------- |
| Austrian Top 75 Singles                  | 1       |
| Australian ARIA Top 50 Singles           | 1       |
| Argentina Top 40 Singles                 | 1       |
| Belgian Top 50 Singles (Flandria)        | 1       |
| Belgian Top 50 Singles (Walonia)         | 1       |
| Brazil Hot 100 Singles                   | 1       |
| Canadian Top 100 Singles                 | 1       |
| Chilean Top 100 Singles                  | 1       |
| Dutch Top 40 Singles                     | 1       |
| Dutch Mega Single Top 100                | 1       |
| Finnish Top 20 Singles                   | 1       |
| French Top 100 Singles                   | 1       |
| German Top 100 Singles                   | 1       |
| Indonesia Chart                          | 1       |
| Irish Top 50 Singles                     | 1       |
| Italian Top 50 Singles                   | 1       |
| Mexico Top 100 Airplay                   | 1       |
| New Zealand RIANZ Top 50 Singles         | 1       |
| Norwegian Top 20 Singles                 | 1       |
| Philippine Top 20 Singles                | 1       |
| Polish Airplay Chart                     | 40      |
| Swedish Top 60 Singles                   | 1       |
| Swiss Top 100 Singles                    | 1       |
| Japanese Singles Chart                   | 1       |
| U.K. Top 75 Singles                      | 1       |
| U.S. „Billboard” Hot 100                 | 1       |
| U.S. „Billboard” Hot Dance Singles Sales | 41      |
| U.S. „Billboard” Top 40 Tracks           | 3       |
| U.S. „Billboard” Adult Top 40            | 25      |
| U.S. „Billboard” Mainstream Top 40       | 1       |
| U.S. „Billboard” Rhythmic Top 40         | 10      |
| U.S. ARC Weekly Top 40                   | 1       |

## Certyfikaty
| Kraj                  | Certyfikat | Platyna   | Sprzedaż  |
| --------------------- | ---------- | --------- | --------- |
| Australia (ARIA)      | 3× platyna | 70 000    | 210 000   |
| Austria (IFPI)        | Platyna    | 30 000    | 30 000    |
| Francja (SNEP)        | Platyna    | 500 000   | 500 000   |
| Niemcy (IFPI)         | Platyna    | 300 000   | 300 000   |
| Nowa Zelandia (RIANZ) | Platyna    | 10 000    | 10 000    |
| Hiszpania (NVPI)      | Platyna    | 60 000    | 60 000    |
| Szwajcaria (IFPI)     | Platyna    | 50 000    | 50 000    |
| Wielka Brytania (BPI) | 2× platyna | 1 200 000 | 1 440 000 |
| USA (RIAA)            | Platyna    | 1 000 000 | 1 400 000 |

## Lista utworów
Singiel CD – Australia
1. „…Baby One More Time” (Martin, Max) – 3:30
2. „…Baby One More Time” [Instrumental] (Martin, Max) – 3:30
3. „Autumn Goodbye” (White, Eric Foster) – 3:41
4. „…Baby One More Time” [Davidson Ospina Club Mix] (Martin, Max) – 5:40
5. „…Baby One More Time” [Enhanced Video]

Singiel CD – Europa
1. „Baby One More Time” (Martin, Max) – 3:30
2. „Baby One More Time” [Instrumental] (Martin, Max) – 3:30
3. „Autumn Goodbye” (White, Eric Foster) – 3:41

Singiel CD – Francja
1. „…Baby One More Time” [Radio Version] (Martin, Max) – 3:30
2. „Autumn Goodbye” (White, Eric Foster) – 3:41

Singiel CD – Wlk. Brytania
1. „…Baby One More Time” 3:30
2. „…Baby One More Time” [Sharp Platinum Vocal Mix] (Martin, Max) – 8:11
3. „…Baby One More Time” [Davidson Ospina Club Mix] (Martin, Max) – 5:40

Singiel CD promocyjny – USA
1. „…Baby One More Time” [Davidson Ospina Radio Mix] (Martin, Max) – 3:24
2. „…Baby One More Time” [Boy Wonder Radio Mix] (Martin, Max) – 3:27
3. „…Baby One More Time” (Martin, Max) – 3:30

Singiel CD – USA
1. „…Baby One More Time” (Martin, Max) – 3:30
2. „Autumn Goodbye” (White, Eric Foster) – 3:41
3. Britney Spears introducing Imajin – „No Doubt” [Snippet] – 1:31
4. „…Baby One More Time” [Enhanced Video]

Singiel winyl 12” – USA
1. „…Baby One More Time” [Davidson Ospina Club Mix] (Martin, Max) – 5:40
2. „…Baby One More Time” [Davidson Ospina Chronicles Dub] (Martin, Max) – 6:30
3. „…Baby One More Time” (Martin, Max) – 3:30
4. „…Baby One More Time” [Sharp Platinum Vocal Mix] (Martin, Max) – 8:11
5. „…Baby One More Time” [Sharp Trade Dub] (Martin, Max) – 6:50

## Remiksy
- Album Version (03:30)
- Instrumental (03:31)
- Answering Machine Message (00:20)
- Davidson Ospina Radio Mix (03:26)
- Davidson Ospina Club Mix (05:43)
- Davidson Ospina 2005 Remix (04:38)
- Davidson Ospina Chronicles Dub (06:34)
- Boy Wunder Radio Mix (03:27)
- Sharp Platinum Vocal Mix (08:09)
- Sharp Trade Dub (06:49)

Nieoficjalne wersje piosenki
- Lenny Bertoldo X Remix (05:02)
- Wade Robson Remix – Used for the Dream Within a Dream Tour performance
- Wade Robson Remix (Instrumental) – Released on Wade Robson’s Dance Beats, Vol. 1
- Uncertain Remix – used within M+M's: Concerts From The HOB Tour 2007
- Oh Camper Camper – CS remix